# Équipondi
Équipondi est une manifestation équestre organisée chaque année depuis 1994 dans la halle Safire de Pontivy, dans le Morbihan, durant les vacances de la Toussaint. D'après la présidente de l’événement Catherine Le Poul, il constitue la plus importante compétition de saut d'obstacles indoor de Bretagne. Connu pour attirer des milliers de spectateurs, il compte des concours pour cavaliers amateurs et professionnels, ainsi qu'une épreuve de puissance. Entre les compétitions, des spectacles (notamment d'humour) et des concours de déguisements sont proposés. 

## Éditions
L'édition de 2014 marquait les 20 ans de cet événement. L'édition de 2018 a reçu le soutien de la ville de Pontivy, à la suite d'un risque d'annulation faisant suite à la fin du Celtik Jump de Lorient. Elle a attiré 8 000 spectateurs, comptait un Grand Prix pro à 1,50 m, et a accueilli pour la première fois des cavaliers de saut d'obstacles handisport. Équipondi verra sa 25e édition organisée pour 2019.

## Organisation
Une trentaine de bénévoles travaillent à l'organisation de cet évènement, notamment sur le terrain à partir de 8 heures le matin. Jusqu'en 2015, l'association responsable était présidée par Pierre Chiron, remplacé depuis par Catherine Le Poul, qui en était jusqu'alors la trésorière.

## Partenaires
Équipondi est partenaire du lycée Saint-Ivy depuis sa création. Le quotidien Le Télégramme en est partenaire depuis 2007. 